# Ново-Кавголовский лесопарк
Но́во-Ка́вголовский лесопа́рк — лесопарк во Всеволожском районе Ленинградской области, к западу от станции Токсово (~ 5 мин автобусом). Одно из мест семейно-спортивного отдыха петербуржцев. Имеется питомник зубробизонов. На территории и к северу от лесопарка планируется обустройство круглогодичной многопрофильной рекреационной зоны. 

## Расположение
Лесопарк находится юго-восточнее деревень Кавголово (не путать с платформой Кавголово) и Рапполово, относящихся к Токсовскому городскому поселению. Входит во Всеволожское лесничество. С востока к лесопарку примыкает западный край посёлка Токсово. 
В основном лесопарк располагается юго-западнее проходящей через него трассы Токсово—Рапполово—Скотное, но лесистая территория глубиной ~ 250 м (с расширением по мере приближения к Токсово) на противоположной стороне шоссе тоже является его частью.

## Достопримечательности

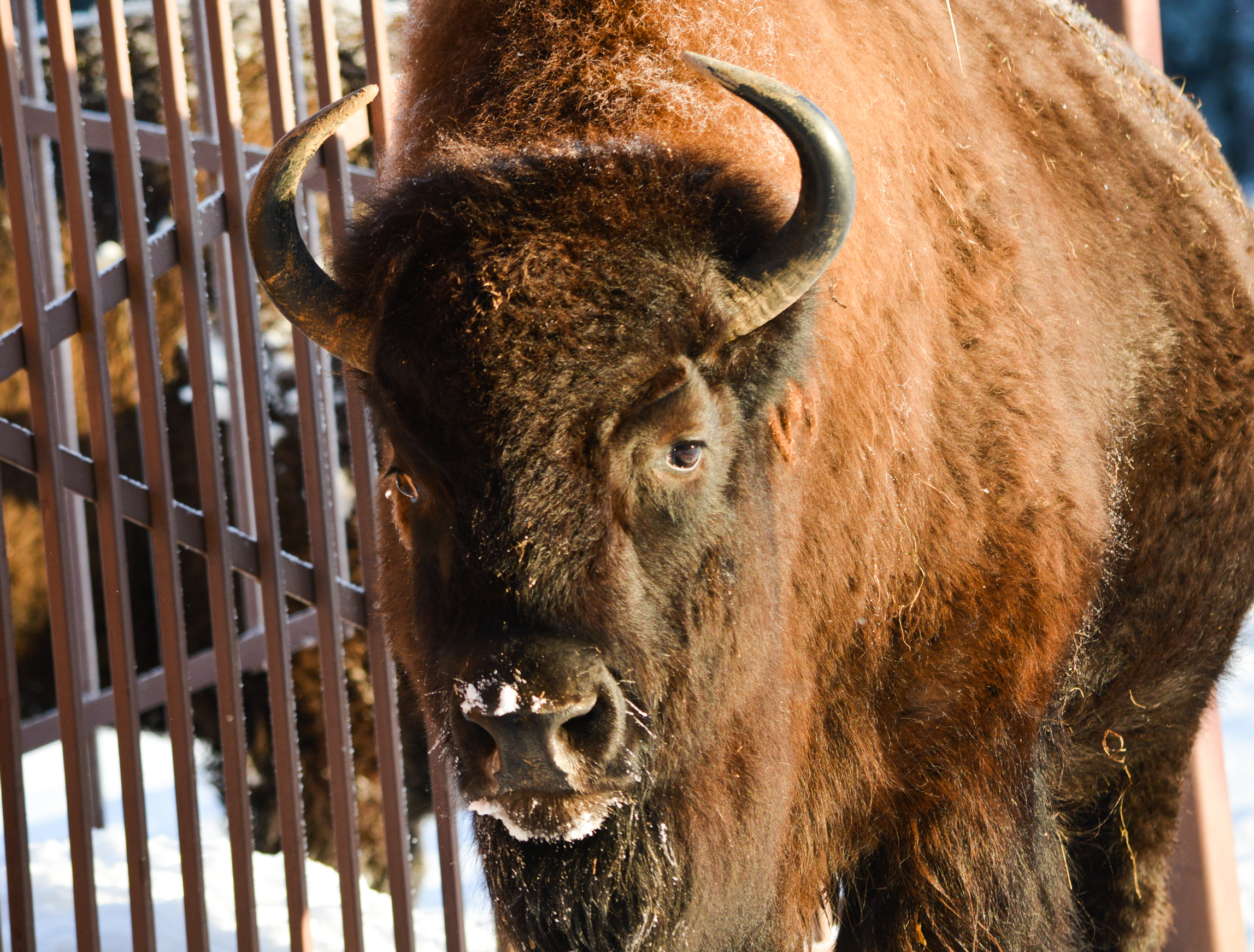
Зубробизон в Ново-Кавголовском лесопарке

Лесопарк получил известность, прежде всего, благодаря питомнику зубробизонов (5 га). Кроме того, в лесопарке расположены: Музей Леса (Токсово, улица Гагарина, 22), Изумрудное озеро, озеро Светлое, Чёртов мостик, конюшни и манеж, детская горка, пейнтбольная площадка, верёвочная площадка, мини-зоопарк, рыцарский двор и т. д. Имеются велосипедные дорожки.

## Соседние территории
Севернее и северо-восточнее лесопарка находится один из трёх участков (именуемый «Озеро Кавголовское») особо охраняемой природной территории (ООПТ) регионального значения «Природный парк "Токсовский"»; на юге лесопарк граничит с другим участком («Река Охта») той же ООПТ. Сам Ново-Кавголовский лесопарк такого статуса не имеет.
Добавлением «Ново-» исключается путаница с Кавголовским лесопарком (он же: «Кавголовские спортивные высоты», «Памятник природы "Токсовские высоты"»), располагающимся значительно северо-восточнее.

## Перспективы развития
До середины 2010-х периодически возникали (типичные для постсоветского времени) конфликты местных жителей с предпринимателями, пытавшимися использовать землю лесопарка под постройку коттеджей.
С рубежа 2010-х/2020-х годов появились планы радикального обустройства территории несколько севернее Ново-Кавголовского лесопарка. Намечается создание там в несколько этапов крупной рекреационной зоны, в том числе межсезонной спортивной станции с прокатом инвентаря, центра семейного отдыха на 2 тыс. посещений в день, стадиона, конного манежа, ледового комплекса и ряда объектов сервиса. Это должно стать аналогом открытого в 2006 г. курорта Игора. Прежде подобные планы не могли обсуждаться, так как в этом месте в лесу располагался склад Минобороны (передан муниципалитету в 2016 г.).
При подготовке к сооружению спорткомплекса снова продвигается идея отдать часть земли под коттеджи (схема: «аренда — льготный выкуп — перевод в ИЖС — перепродажа»), не поддержанная населением.